# Pseudoschmidtia sinuata
Pseudoschmidtia sinuata är en insektsart som beskrevs av Marius Descamps 1964. Pseudoschmidtia sinuata ingår i släktet Pseudoschmidtia och familjen Euschmidtiidae. Inga underarter finns listade i Catalogue of Life.